# ديسقوريا بصلية
ديسقوريا بصلية (الاسم العلمي:Dioscorea bulbifera) هي نوع من النباتات تتبع جنس الديسقوريا من الفصيلة الديسقورية.